# Anders Walter
Anders Walter (født 5. februar 1978 i Aarhus) er en dansk tegner, filminstruktør og manuskriptforfatter.
Anders Walter har instrueret kortfilmene 9 meter, Den talende kuffert og senest Helium. Sidstnævnte blev nomineret til en Oscar i USA i 2014, og vandt den 2. marts 2014 en Oscar for bedste kortfilm. 

## Privat
Han er tvillingebror til sangeren Rasmus Walter. Han er gift med Anne Klitten Andersen, som han har datteren, Clara, med.

## Filmografi
- Den talende kuffert (2011)
- 9 meter (2012)
- Helium (2014)